# جام حذفی فوتبال ایران ۱۳۵۵
جام حذفی ۱۳۵۵ نخستین دورهٔ جام حذفی فوتبال ایران که در آن دوره جام پهلوی نیز به آن گفته میشد با حضور ۳۲ تیم در سال ۱۳۵۵ برگزار گردید. دیدار پایانی این مسابقات روز ۳ دی ۱۳۵۵ میان تیم‌های تراکتورسازی تبریز و ملوان انزلی در یک آدینهٔ برفی در ورزشگاه امجدیه تهران برگزار گردید که با برتری ۴−۱ ملوانان همراه بود. این مسابقات در دورهٔ ریاست کامبیز آتابای بر فدراسیون فوتبال ایران برگزار گردید.
تیم ملوان بندرانزلی برای نخستین بار قهرمان این دوره از رقابت ها شد.

## تاریخچه
نخستین دوره مسابقات فوتبال جام حذفی باشگاه ایران ، با شرکت ۳۲ تیم ، از روز پنجشنبه ۲۶ فروردین ۱۳۵۵ آغاز و روز جمعه ۳ دی‌ماه ۱۳۵۵ پایان یافت. مسابقات طی ۲۵۲ روز و ۵ دور رقابت برگزار گردید که در پایان با برتری ملوان بندر انزلی برابر تراکتورسازی تبریز پایان یافت.
(توضیح: مسابقات جام حذفی باشگاه های ایران در سالهای آغازین - جام پهلوی - نیز عنوان میشد اما پس از برگزاری دو دوره اول، تحت نام جام حذفی پیگیری گردید )

## تیم ها
تیم های حاضر در دسته اول و دوم جام تخت جمشید که مجموع آنها به عدد ۲۶ بالغ میشد ۶ تیم دیگر نیز فرصت حضور در نخستین دوره مسابقات را یافتند آنها عبارت بودند گیو بندر انزلی - بندر آبادان - خانه جوانان ساری - آتش نشانی کرمانشاه - گمرک اهواز - ایران جاندیر اراک

## قرعه کشی
قرعه کشی مسابقات نخستین دوره مسابقات جام حذفی روز پنجشنبه 21 اسفند ماه 1354 با حضور نمایندگان باشگاهها در محل فدراسیون فوتبال برگزار شد و مقرر گردید تیمهایی که شماره آنها فرد باشد میزبان نخستین مسابقه خود باشند در ضمن بازهم مقرر گردید هر تیمی که میزبان شد برابر هر صد کیلومتر مسافتی که تیم میهمان طی میکند مبلغ 6000 ریال (600 تومان) به تیم میهمان بپردازد و تیمهایی که در مرحله اول میزبان هستند در دور بعدی میهمان باشند و اگر شرایط برای هر دو تیم یکسان بود قرعه تیم میزبان را معین کند. 

## گزارش جام
در نخستین دوره جام حذفی که سال 1355 برگزار شد، ملوان و تراکتورسازی به فینال رسیدند. ملوان در لیگ تخت جمشید حضور داشت، ولی تراکتورسازی در یک دسته پایین‌تر بازی می‌کرد. دیدار فینال نخستین دوره جام حذفی، روز جمعه 3 دی 1355 در امجدیه برگزار شد و پانزده هزار نفر در یک روز برفی و سرد این بازی را دیدند؛ محمد صالحی، داور سرشناس کشورمان این بازی را سوت زد. ملوان با پیروزی چهار بر یک مقابل تیم دسته دومی تراکتورسازی به عنوان قهرمانی دست یافت. این بازی تا یازده دقیقه به پایان بدون گل بود، اما در ده دقیقه آخر پنج گل به ثمر رسید. عزیز اسپندار در دقیقه 79 و علی نیاکانی در دقایق 82 و 87 ملوان را سه، صفر پیش انداختند و عبدالله محسنی زاده در دقیقه 89 یک گل تراکتور را به ثمر رساند، اما اسپندار در دقیقه 90 گل چهارم ملوان را زد و بدین ترتیب، ملوان قهرمان نخستین دوره جام حذفی شد. 

## مرحله یک شانزدهم نهایی
| تاریخ | میزبان | نتیجه                                                       | میهمان                                                             | توضیحات                                                            |
| | راه آهن تهران | ۳ - ۲                                                       | بانک ملی تهران                                                     | ورزشگاه تهران                                                      |
| ۲۶ فروردین ۵۵ | هما تهران | ۲ - ۰                                                       | ایران جاندیر اراک                                                  | ایران جاندیر اراک                                                  |
| اکبر ادیبی '۱۵ ناصر نورایی'۷۷ | اکبر ادیبی '۱۵ ناصر نورایی'۷۷ | اکبر ادیبی '۱۵ ناصر نورایی'۷۷                               | ورزشگاه امجدیه تهران داور: مرتضی زاهدی تماشاگر: ۸ هزار نفر         | ورزشگاه امجدیه تهران داور: مرتضی زاهدی تماشاگر: ۸ هزار نفر         |
| ۲۶ فروردین ۵۵ | شهباز تهران | ۱۲ - ۰                                                      | صنعتی بهشهر ری                                                     | صنعتی بهشهر ری                                                     |
| مصطفی صدری محمدرضا عادلخانی غلامحسین مظلومی غلامحسین مظلومی محمدرضا عادلخانی غلامحسین مظلومی محمدرضا عادلخانی مصطفی صدری غلامحسین مظلومی غلامحسین مظلومی غلامحسین مظلومی محمدرضا عادلخانی | مصطفی صدری محمدرضا عادلخانی غلامحسین مظلومی غلامحسین مظلومی محمدرضا عادلخانی غلامحسین مظلومی محمدرضا عادلخانی مصطفی صدری غلامحسین مظلومی غلامحسین مظلومی غلامحسین مظلومی محمدرضا عادلخانی | '۱ '۱۱ '۱۳ '۲۵ '۲۶ '۴۳ '۴۸ '۵۷ '۶۴ '۷۵ '۷۹ '۸۵              | ورزشگاه امجدیه تهران داور: محمد صالحی تماشاگر: ۱۰ هزار نفر         | ورزشگاه امجدیه تهران داور: محمد صالحی تماشاگر: ۱۰ هزار نفر         |
| ۲۶ فروردین ۵۵ | سپاهان اصفهان | ۱ - ۰                                                       | ابومسلم مشهد                                                       | ابومسلم مشهد                                                       |
| سیاوش حیدری | سیاوش حیدری | '۷۰                                                         | ورزشگاه باغ همایون اصفهان داور: عباس مقدس زاده تماشاگر: ۶ هزار نفر | ورزشگاه باغ همایون اصفهان داور: عباس مقدس زاده تماشاگر: ۶ هزار نفر |
| ۲۷ فروردین ۵۵ | گمرک اهواز | ۲ - ۰                                                       | بانک سپه تهران                                                     | ورزشگاه اهواز                                                      |
| ۲۷ فروردین ۵۵ | آرارات تهران | ۰(۲)-(۴)۰                                                   | برق شیراز                                                          | برق شیراز                                                          |
| ۲۷ فروردین ۵۵ | | ورزشگاه آرارات تهران داور: جمشید اخباری تماشاگر: ۸ هزار نفر |                                                                    |                                                                    |
| ۲۷ فروردین ۵۵ | ذوب‌آهن اصفهان | ۲ - ۱                                                       | دارایی تهران                                                       | دارایی تهران                                                       |
| مهدی ویسی | مهدی ویسی | '۳۲ '۳۸ '۶۳                                                 | گارنیک شهبندری محسن یوسفی                                          | ورزشگاه باغ همایون اصفهان داور: منوچهر نظری تماشاگر: ۵ هزار نفر    |
| ۲۷ فروردین ۵۵ | صنایع الکترونیک شیراز | ۲(۴)-(۵)۲                                                   | ماشین‌سازی تبریز                                                    | ماشین‌سازی تبریز                                                    |
| پرویز دلاوری منوچهر نصراللهی | پرویز دلاوری منوچهر نصراللهی | '۲۰ '۷۰ '۱۱۱ '۱۲۲                                           | غلامرضا خالقی حسن ربانی                                            | ورزشگاه شیراز داور: محمد ریاحی تماشاگر: ۵ هزار نفر                 |
| ۲۷ فروردین ۱۳۵۵ | سپیدرود رشت | ۱(۵)-(۶)۱                                                   | تراکتورسازی تبریز                                                  | تراکتورسازی تبریز                                                  |
| جمشید پذیرا | جمشید پذیرا | '۸۷ '۹۰                                                     | منصور کاویانپور                                                    | ورزشگاه رشت داور: اصغر امجد زاده تماشاگر: ۶ هزار نفر               |
| ۲۷ فروردین ۱۳۵۵ | ملوان انزلی | ۲ - ۱                                                       | نیرو اهواز                                                         | نیرو اهواز                                                         |
| علی نیاکانی فرهاد صیاد مصلح | علی نیاکانی فرهاد صیاد مصلح | '۱۰۳ '۱۱۱ '۱۱۸                                              | نوری خدایاری                                                       | ورزشگاه بندر انزلی داور: رضا حیدری تماشاگر: ۶ هزار نفر             |
| ۲۷ فروردین ۱۳۵۵ | پاس تهران | ۲ - ۰                                                       | پرسپولیس تهران                                                     | پرسپولیس تهران                                                     |
| مهدی مناجاتی حبیب شریفی | مهدی مناجاتی حبیب شریفی | '۴۳ '۵۱                                                     |                                                                    | ورزشگاه امجدیه تهران داور: محسن زمانی تماشاگر: ۲۳ هزار نفر         |
| ۲۷ فروردین ۱۳۵۵ | بوتان تهران | ۰ - ۱                                                       | گیو بندر انزلی                                                     | گیو بندر انزلی                                                     |
| | | '۴                                                          | ابراهیم موسوی                                                      | ورزشگاه امجدیه تهران داور: نیک مهر تماشاگر: ۸هزار نفر              |
| ۲۷ فروردین ۱۳۵۵ | رستاخیز خرمشهر | ۶ - ۰                                                       | آتش نشانی کرمانشاه                                                 | آتش نشانی کرمانشاه                                                 |
| رضا ارجمندی عبد شیرالی محمد زراعتکار محمد مرادی عزیز زرسنج عزیز زرسنج | رضا ارجمندی عبد شیرالی محمد زراعتکار محمد مرادی عزیز زرسنج عزیز زرسنج | '۴ '۹ '۶۵ '۷۳ '۷۷ '۸۲                                       |                                                                    | ورزشگاه خرمشهر داور: صاحب جمعی تماشاگر: ۶هزار نفر                  |
| ۲۷ فروردین ۱۳۵۵ | صنعت نفت آبادان | ۳ - ۰                                                       | بندر آبادان                                                        | بندر آبادان                                                        |
| حسین بهاریان حبیب کارجو ذوالفقار نظام آزادی | حسین بهاریان حبیب کارجو ذوالفقار نظام آزادی | '۱ '۸ '۴۷                                                   |                                                                    | ورزشگاه آبادان داور: ارشد برازنده تماشاگر: ۱هزار نفر               |
| ۲۷ فروردین ۱۳۵۵ | آرشام کرمان | ۰ - ۲                                                       | خانه جوانان ساری                                                   | خانه جوانان ساری                                                   |
| | | '۲۲ '۶۳                                                     | مصطفی نشاگران مصطفی نشاگران                                        | ورزشگاه کیانی کرمان داور: بهمن بهلولی تماشاگر: ۳هزار نفر           |
| ۲۹فروردین ۱۳۵۵ | تاج تهران | ۱(۴)-(۵)۱                                                   | تهران ‌جوان                                                         | تهران ‌جوان                                                         |
| مسعود مژدهی | مسعود مژدهی | '75 '79                                                     | غلامرضا فتح آبادی                                                  | ورزشگاه امجدیه تهران داور: محسن زمانی تماشاگر: ۲۵هزار نفر          |

## مرحله یک هشتم نهایی
| تاریخ        | میزبان                                              | نتیجه               | میهمان                                 | توضیحات                                                       |
| ۶ خرداد ۱۳۵۵ | صنعت نفت آبادان                                     | ۲(۳)-(۴)۲           | ملوان انزلی                            |                                                               |
|              | حسین بهاریان حمدالله گلناریان                       | '۷۵ '۷۹ '۹۵ '۱۱۷    | فرهاد صیاد مصلح مسعود آذری             | ورزشگاه تختی آبادان داور: عباس مقدس زاده تماشاگر: ۱۲ هزار نفر |
| ۶ خرداد ۱۳۵۵ | گیو بندر انزلی                                      | ۰(۱)-(۴)۰           | خانه جوانان ساری                       |                                                               |
|              |                                                     |                     |                                        | ورزشگاه انزلی داور: مرتضی رحمانیان تماشاگر: ۲ هزار نفر        |
| ۶خرداد ۱۳۵۵  | رستاخیز خرمشهر                                      | ۳ - ۱               | سپاهان اصفهان                          |                                                               |
|              | منصور حقیقت منش عبدالرزاق خادم پیر صادق عویدی       | '۱۱ '۳۰ '۳۹ '۵۱     | محسن یزدخواستی                         | ورزشگاه خرمشهر داور: ارشد برازنده تماشاگر: ۳ هزار نفر         |
| ۶ خرداد ۱۳۵۵ | ماشین‌سازی تبریز                                     | ۴ - ۰               | گمرک اهواز                             |                                                               |
|              | حسن ربانی سعید پهلوان افشاری بیوک ولی پور ولی حاتمی | '۲۸ '۶۰ '۷۲ '۸۷     |                                        | ورزشگاه باغشمال تبریز داور: ادوارد اسمیت تماشاگر: ۶ هزار نفر  |
| ۶ خرداد ۱۳۵۵ | برق شیراز                                           | ۲ - ۳               | تراکتورسازی تبریز                      |                                                               |
|              | غلامحسین پیروانی هادی آهنگران                       | '۲۸ '۴۰ '۴۲ '۶۳ '۶۸ | پرویز مظلومی پرویز مظلومی پرویز مظلومی | ورزشگاه حافظیه شیراز داور: رضا صاحب جمعی تماشاگر: ۱۰ هزار نفر |
| ۶ خرداد ۱۳۵۵ | پاس تهران                                           | ۱ - ۰               | تهران جوان                             |                                                               |
|              | محمد صادقی                                          | '۳۴                 |                                        | ورزشگاه تختی تهران داور: بهمن بهلولی تماشاگر: ۵ هزار نفر      |
|              | راه‌آهن تهران                                        | -                   | هما تهران                              |                                                               |
|              | شهباز تهران                                         | -                   | دارایی تهران                           |                                                               |

## نمودار بازی‌ها
نمودار مسابقات جام حذفی ایران در فصل ۱۳۵۵ از مرحلهٔ یک‌چهارم نهایی تا دیدار پایانی
|  | یک‌چهارم نهایی     | یک‌چهارم نهایی     | یک‌چهارم نهایی  |                |                   | نیمه نهایی        | نیمه نهایی | نیمه نهایی |  |  | فینال | فینال | فینال |  |
|  |                   |                   |                |                |                   |                   |            |            |  |  |       |       |       |  |
|  | جوانان ساری       | جوانان ساری       | ۱              |                |                   |                   |            |            |  |  |       |       |       |  |
|  | جوانان ساری       | جوانان ساری       | ۱              |                |                   |                   |            |            |  |  |       |       |       |  |
|  | تراکتورسازی تبریز | تراکتورسازی تبریز | ۴              |                |                   |                   |            |            |  |  |       |       |       |  |
|  | تراکتورسازی تبریز | تراکتورسازی تبریز | ۴              |                | تراکتورسازی تبریز | تراکتورسازی تبریز | ۱(۵)       |            |  |  |       |       |       |  |
|  |                   |                   |                |                | تراکتورسازی تبریز | تراکتورسازی تبریز | ۱(۵)       |            |  |  |       |       |       |  |
|  |                   |                   | پاس تهران      | پاس تهران      | ۱(۳)              |                   |            |            |  |  |       |       |       |  |
|  | راه‌آهن تهران      | راه‌آهن تهران      | پاس تهران      | پاس تهران      | ۱(۳)              | ۰                 |            |            |  |  |       |       |       |  |
|  | راه‌آهن تهران      | راه‌آهن تهران      |                |                |                   |                   |            |            |  |  |       |       |       |  |
|  | پاس تهران         | پاس تهران         | ۱              |                |                   |                   |            |            |  |  |       |       |       |  |
|  | پاس تهران         | پاس تهران         | ۱              |                | H                 | تراکتورسازی تبریز | ۱          |            |  |  |       |       |       |  |
|  |                   |                   |                |                |                   |                   |            |            |  |  |       |       |       |  |
|  |                   |                   | A              | ملوان انزلی    | ۴                 |                   |            |            |  |  |       |       |       |  |
|  | ملوان انزلی       | ملوان انزلی       | A              | ملوان انزلی    | ۴                 | ۲                 |            |            |  |  |       |       |       |  |
|  | ملوان انزلی       | ملوان انزلی       |                |                |                   |                   |            |            |  |  |       |       |       |  |
|  | شهباز تهران       | شهباز تهران       | ۱              |                |                   |                   |            |            |  |  |       |       |       |  |
|  | شهباز تهران       | شهباز تهران       | ۱              |                | ملوان انزلی       | ملوان انزلی       | ۳          |            |  |  |       |       |       |  |
|  |                   |                   |                |                | ملوان انزلی       | ملوان انزلی       | ۳          |            |  |  |       |       |       |  |
|  |                   |                   | رستاخیز خرمشهر | رستاخیز خرمشهر | ۲                 |                   |            |            |  |  |       |       |       |  |
|  | رستاخیز خرمشهر    | رستاخیز خرمشهر    | رستاخیز خرمشهر | رستاخیز خرمشهر | ۲                 | ۱                 |            |            |  |  |       |       |       |  |
|  | رستاخیز خرمشهر    | رستاخیز خرمشهر    |                |                |                   |                   |            |            |  |  |       |       |       |  |
|  | ماشین‌سازی تبریز   | ماشین‌سازی تبریز   | ۰              |                |                   |                   |            |            |  |  |       |       |       |  |

## یک چهارم نهایی
| میزبان         | نتیجه | میهمان           |
| جوانان ساری    | ۱ - ۴ | تراکتورسازی      |
| راه آهن        | ۰ - ۱ | پاس تهران        |
| ملوان انزلی    | ۲ - ۱ | شهباز تهران      |
| رستاخیز خرمشهر | ۱ - ۰ | ماشین سازی تبریز |

## نیمه نهایی
| میزبان         | نتیجه     | میهمان      |
| تراکتورسازی    | ۱(۵)-(۳)۱ | پاس تهران   |
| رستاخیز خرمشهر | ۲ - ۳     | ملوان انزلی |

## فینال
| تاریخ     | میزبان                                            | نتیجه               | میهمان             | توضیحات                                                    |
| ۳ دی ۱۳۵۵ | ملوان انزلی                                       | ۴ - ۱               | تراکتورسازی        |                                                            |
|           | عزیز اسپندار علی نیاکانی علی نیاکانی عزیز اسپندار | '۷۹ '۸۰ '۸۶ '۸۹ '۹۰ | عبدالله محسنی زاده | ورزشگاه امجدیه (تهران) تماشاگر: ۱۵۰۰۰ نفر داور: محمد صالحی |

بازیکنان ملوان انزلی: رمضان احمدپور، رضا ویشگاهی، رضا رافت، منوچهر ناوران، محمود پیشگاه‌هادیان، قاسم سلطانزادی، حسن دشتی (46 ابوالفضل مزدستان)، میخائیل پطروسیان، علی نیاکانی، عزیز اسپندار و غفور جهانی (89 نصرت ایراندوست)
سرمربی: بهمن صالح نیا 
بازیکنان تراکتورسازی: حمید ملک احمدی، مجید سوزنده، خلیل سلیمی، ابراهیم کیان طهماسبی، مجید ناظمی، بهرام گلشنی (85 تقی اخطاری)، منصور کاویانپور، جلال صدیق احمدی، رحیم مه نمای اقدم، پرویز مظلومی (63 عبدالله محسنی زاده) و عباس کارگر
سرمربی: محمد بیاتی 
▪︎گزارش بازی فینال
به گزارش روزنامه اطلاعات چاپ چهارم دی ۱۳۵۵ از بازی فینال جام حذفی بین دو تیم ملوان انزلی و تراکتورسازی تبریز تیم ملوان در فینال نخستین دوره جام حذفی ایران با نتیجه ۴ بر ۱ موفق به شکست دادن تیم تراکتورسازی تبریز شد.
برای تیم ملوان انزلی عزیز اسپندار (۲ گل) و علی نیاکاتی (۲ گل) در ۱۱ دقیقه گلزنی کردند و تک گل تیم تراکتورسازی هم توسط عبداله محسنی‌زاده در دقیقه ۸۹ به ثمر رسید.

## قهرمان
| قهرمان جام حذفی ایران ۱۳۵۵ |
| -------------------------- |
| ملوان بندر انزلی           |
| نخستین قهرمانی             |